# Michael Quigley
Michael Bruce Quigley dit Mike, né le 17 octobre 1958 à Indianapolis, est un homme politique américain membre du Parti démocrate. Il représente actuellement le cinquième district de l'Illinois à la Chambre des représentants des États-Unis.

## Enfance et études
Mike Quigley grandit à Carol Stream, il termine ses études secondaires au lycée Glenbard North en 1977. Il obtient ensuite une licence à l'Université Roosevelt de Chicago. En 1982, il déménage dans le quartier de Lakeview et s'implique dans les activités communautaire. Quigley intègre ensuite l'université de droit Loyola de Chicago ou il obtient un master en droit. Enfin, il obtient un master de science politique (public policy) à l'Université de Chicago.

## Carrière publique
Quigley est élu au Cook County Board of Commissioners en 1998. Pendant son mandat, il gagne la réputation d'un réformateur quand il s'oppose aux hausses d'impôts supportées par le Président du Conseil John Stroger et plus tard son fils et successeur Todd Stroger.

## Élection à la Chambre des représentants
Après un primaire démocrate serrée, il remporte largement l'élection à la Chambre des représentants avec près de 69 % des voix, succédant ainsi à Rahm Emmanuel nommé Chef de cabinet de la Maison Blanche. Il est constamment réélu à son poste depuis 2010.

## Vie privée
Quigley a épousé sa femme Barbara, avec laquelle il a eu deux filles, Alyson et Meghan. 